# Sisimba
Sisimba ist ein Verwaltungsbezirk (Ward) des Distrikts Mbeya (CC) in der tansanischen Region Mbeya.

## Geografie
Sisimba ist ein Stadtbezirk nordwestlich des Stadtzentrums der Regionshauptstadt Mbeya. Die Grenze im Osten bildet die Nationalstraße T8. Im Norden steigt das Gebiet zu bewaldeten Vorbergen des Mount Mbeya auf beinahe 1900 Meter an. Die Fläche des Stadtteils beträgt 3,7 Quadratkilometer und bei der Volkszählung 2022 lebten hier 4866 Menschen in 1127 Haushalten.

## Gliederung
Der Bezirk besteht aus sechs Stadtteilen (Mtaa):
- Jakaranda A
- Jakaranda B
- Soko Kuu
- TANESCO
- Uzunguni A
- Uzunguni B

## Wirtschaft und Infrastruktur
- Bildung: Die wichtigste Bildungseinrichtung in Sisimba ist das Mbeya College of Health and Allied Sciences der Universität Daressalam.[6]
- Gesundheit: Im Bezirk befindet sich eines der fünf Zonalen Überweisungskrankenhäuser von Tansania.[7]
- Sokoine Stadium: In Sisimba liegt das 1977 erbaute und mit einem Fassungsvermögen von 20.000 Zuschauern größte Stadium von Mbeya.[8]